# Полюс недоступности
По́люс относи́тельной недосту́пности — точка, которую наиболее трудно достичь из-за её удалённости от удобных транспортных путей. Часто это относится к самой отдаленной точке от береговой линии.
Континентальный и океанический полюса недоступности имеют примерно одинаковый радиус: Евразийский полюс (2645 км) всего на 43 км ближе к океану, чем Тихоокеанский полюс (2688 км) к суше.
Термин описывает географическую точку, а не физический феномен, и представляет интерес скорее для исследователей и путешественников.

## Северный полюс недоступности
Северный полюс недоступности находится на 84°03′ с. ш. 174°51′ з. д. в паковых льдах Северного Ледовитого океана на наибольшем расстоянии от любой суши. Расстояние до Северного географического полюса — 661 км, до мыса Барроу на Аляске — 1453 км и на равном расстоянии в 1094 км от ближайших островов — Элсмира и Земли Франца-Иосифа. В ряде источников встречается утверждение, будто первую попытку достижения этой точки по воздуху предпринял в 1927 году полярный исследователь Хьюберт Уилкинс, однако ни в бумагах самого Уилкинса, ни в работах его биографов нет подтверждения этой информации. В 1941 осуществлена первая экспедиция к полюсу недоступности на самолёте АНТ-6, под руководством Ивана Ивановича Черевичного. Советская экспедиция высадилась на 350 км севернее Уилкинса[как?], тем самым первой посетила непосредственно северный полюс недоступности.
В 1986 году экспедиция советских полярников под руководством Дмитрия Шпаро достигла полюса недоступности пешком в условиях полярной ночи.

## Южный полюс недоступности
Южный полюс недоступности — точка в Антарктиде, наиболее удалённая от побережья Южного океана. Общего мнения насчёт конкретных координат этого места нет. Проблема заключается в том, как понимать слово «побережье»: можно проводить линию побережья по границе суши и воды или по границе океана и шельфовых ледников Антарктиды. Трудности определения границ суши, движение шельфовых ледников, постоянное поступление новых данных и возможные топографические ошибки - всё это затрудняет точное определение координат полюса. Полюс недоступности часто связывают с одноимённой советской антарктической станцией, находящейся на 82°06′ ю. ш. 54°58′ в. д.. Эта точка расположена на расстоянии 878 км от южного полюса и на 3718 м над уровнем моря. Основываясь на других данных, Институт полярных исследований имени Скотта определяет полюс на 85°50′ ю. ш. 65°47′ в. д..
Согласно сайту ThePoles.com, если брать в расчёт только сушу, то наиболее удалённой точкой будет 82°53′14″ ю. ш. 55°04′30″ в. д., а если учитывать шельфовые ледники — 83°50′37″ ю. ш. 65°43′30″ в. д.. Последняя точка, рассчитанная British Antarctic Survey, описывается как «наиболее точная из доступных на сегодняшний день».
Южный полюс недоступности гораздо более удалён и его гораздо труднее достичь, чем Географический Южный полюс. Третья Советская Антарктическая экспедиция, возглавляемая Евгением Толстиковым и проводившая исследования в рамках Международного геофизического года, 14 декабря 1958 года основала временную станцию «Полюс недоступности» (82°06′ ю. ш. 54°58′ в. д.), на крышу которой был установлен пластиковый бюст В. И. Ленина. В настоящее время здание станции погребено под снежной массой, однако памятник Ленину на крыше здания ещё виден.
Рамон Лараменди (Ramón Larramendi), Хуан Мануэль Виу (Juan Manuel Viu) и Игнасио Офисиальдеги (Ignacio Oficialdegui) 14 декабря 2005 года во время испанской трансантарктической экспедиции достигли полюса недоступности по версии British Antarctic Survey в координатах 83°50′37″ ю. ш. 65°43′30″ в. д., используя буксировочные воздушные змеи.
Team N2i, частично пешком, частично при помощи воздушных змеев, 20 января 2007 года достигли старой советской станции.
25 января 2020 года китайская путешественница Фэн Цзин с двумя соратниками достигла Южного полюса недоступности, преодолев весь путь от побережья пешком.

## Океанcкий полюс недоступности
Океанский полюс недоступности находится на 48°52,60′ ю. ш. 123°23,60′ з. д.. Его также называют Точкой Немо (Point Nemo) в честь персонажа двух романов Жюля Верна: «Двадцать тысяч льё под водой» и «Таинственный остров». Это место в океане, наиболее удалённое от обитаемой суши. Находится оно в Южной части Тихого океана, на расстоянии 2688 км от ближайшей земли: атолла Дюси на севере, Моту-Нуи (части островов Пасхи) на северо-востоке и острова Махер (находящегося возле более крупного острова Сайпл у Земли Мэри Бэрд, Антарктида) на юге. Острова Чатем находятся на бо́льшем расстоянии на западе, а юг Чили — на востоке.
Район в окрестности этой точки используется в качестве Кладбища космических кораблей. Отслужившие космические аппараты при контролируемом спуске с орбиты направляются в этот район для снижения вероятности падения на заселённые территории или морские транспортные пути.

## Континентальные полюса недоступности
Наиболее удалённый от береговой линии континентальный полюс недоступности находится в Евразии.

### Австралия
В Австралии континентальный полюс недоступности расположен 23,17 ° ю. ш. 132,27 ° в. д. в 920 км от ближайшей береговой линии, примерно в 161 км к западу-северо-западу от Алис-Спрингс и в 30 км от ближайшего города — Папунья, находящегося примерно в 30 км к юго-западу. 

### Африка
В Африке полюс недоступности находится на 5,65 ° с. ш. 26,17 ° в. д., в 1814 км от ближайшей береговой линии, недалеко от города Обо в Центральноафриканской Республике и вблизи от тройного пограничного стыка с Южным Суданом и Демократической Республикой Конго.

### Евразия
Континентальный полюс недоступности имеет координаты (46°17′ с. ш. 86°40′ в. д.), место на суше, наиболее удалённое от океанов. Находится в Евразии, на севере Китая и удалено на 2645 км от ближайших береговых линий. Это 320 км к северу от крупного города Урумчи в Синьцзян-Уйгурском автономном районе, в пустыне Дзосотын-Элисун. Ближайшие поселения: Кош-Тологой (кит. упр. 和什托落盖, пиньинь héshítuōluògài, палл. Хэшитологай, координаты 46°34′ с. ш. 85°58′ в. д.), находится в пределах 50 км на северо-запад, Шазгет (кит. упр. 夏孜盖乡, пиньинь xiàzīgài xiāng, палл. Сяцзыгай, координаты 46°20′ с. ш. 86°22′ в. д.) около 20 км к западу и Сулуг (кит. упр. 苏拉格, пиньинь sūlāgé, палл. Сулагэ, координаты 46°15′ с. ш. 86°50′ в. д.) около 10 км к востоку.

### Северная Америка
В Северной Америке континентальный полюс недоступности находится на юго-западе Южной Дакоты в индейской резервации Пайн-Ридж 43,36 ° с. ш. 101,97 ° з. д., примерно в 11 км к северу от города Аллен, в округе Беннетт; расстояние от ближайшей береговой линии — 1650 км.

### Южная Америка
В Южной Америке континентальный полюс недоступности находится в Бразилии 14,05 ° ю. ш. 56,85 ° з. д., близ Аренаполиса в штате Мату-Гросу, расстояние до ближайшей береговой линии — 1504 км.